# 曾濟 (永樂進士)
曾濟，福建晋江人，明朝政治人物、進士出身。

## 生平
明成祖永樂九年，福建辛卯乡试中舉。永樂十六年（1418年）戊戌科進士，授廣東茂名縣知縣。